# Lignes de bus du RGTR
Pour un article plus général, voir Régime général des transports routiers.
Les lignes de bus du RGTR constituent le réseau du Régime général des transports routiers, desservant l'ensemble du grand-duché de Luxembourg.

## Les lignes

### Présentation
Le réseau se compose au 17 juillet 2022 de 464 lignes : 180 lignes régulières, 263 lignes scolaires et 21 lignes spécifiques desservant usines, zones industrielles et le centre militaire. Plusieurs lignes assurent des services transfrontaliers à destination de l'Allemagne, de la Belgique et de la France.
La mise en place du nouveau réseau s'est étalée progressivement de 2020 à 2022, avec un report de quatre mois à cause de la pandémie de Covid-19 au Luxembourg : la première phase prévue pour mai 2020 est ainsi repoussée à septembre 2020 et la mise en place finale, prévue initialement en septembre 2021 est ainsi repoussée en janvier 2022. L'ultime étape, la renumérotation des lignes, a lieu le 17 juillet 2022.
Logique de desserte et de numérotation, :
- Axe principal, au départ de la capitale (1--).
  - 100 à 199 : Nord ;
  - 200 à 299 : Est, vers Echternach ;
  - 300 à 399 : Est, vers Wasserbillig ;
  - 400 à 499 : Est, vers Remich ;
  - 500 à 599 : Sud, vers Thionville ;
  - 600 à 699 : Sud, vers Esch-sur-Alzette ;
  - 700 à 799 : Sud, vers Pétange ;
  - 800 à 899 : Ouest, vers Steinfort ;
  - 900 à 999 : Ouest, vers Redange-sur-Attert.
- Type de service (-1-).
  - 0 : Lignes express, lignes reliant les pôles majeurs du pays à la capitale (ou la Nordstad pour le cas des pôles du nord du pays) avec un nombre réduit d'arrêts par localité ou zone d'activités (un seul arrêt en général) ;
  - 1 : Lignes régionales primaires, elles assurent le maillage du territoire avec une desserte « omnibus » de tous les arrêts rencontrés, en suivant les axes des lignes express ;
  - 2 : Lignes régionales secondaires, elles ont le même rôle que les lignes primaires, mais ne rejoignent la ville considérée comme destination finale d'un « axe » ;
  - 5 : Lignes transversales, elles assurent une liaison entre les pôles majeurs sans passer par la capitale ;
  - 3, 4, 6, 7, 8 et 9 : Lignes locales, elles assurent la liaison entre les régions rurales et les pôles les plus importants du secteur, elles sont synchronisées avec les lignes express et régionales. Depuis 2024, les numéros en x9x (sauf 19x) sont attribués aux anciens services destinés aux usines (indices se finissant par U)[5].
  - Cas de l'axe Nord : les types de service sont organisés comme suit, à la différence des autres secteurs : numéros se terminant par 0 (sauf 110) pour les lignes principales, 113 à 118 pour le Nordstadbus et les autres lignes locales utilisent les autres numéros ;
  - Depuis 2024, les numéros en x9x (sauf 19x) sont attribués aux anciens services destinés aux usines (xxU)[5].
- Dernier chiffre (--1) : il n'existe pas de logique particulière.

La renumérotation s'accompagne des nouveaux contrats d'exploitation attribués par appels d'offres européens ; à noter que sur les fiches horaires entrant en vigueur à compter du 17 juillet 2022 les transporteurs ne sont plus indiqués comme c'était le cas jusqu'à présent.
Liste en vigueur au 20 mai 2025.

### 100-199
| Ligne | Trajet                                                                    | Transporteurs,                          |
| ----- | ------------------------------------------------------------------------- | --------------------------------------- |
| 110   | Luxembourg-Rout Bréck – Pafendall ↔ Beggen ↔ Lorentzweiler ↔ Mersch       | Voyages Émile Weber                     |
| 111   | Luxembourg-Rout Bréck – Pafendall ↔ Lorentzweiler ↔ Mersch                | Voyages Émile Weber                     |
| 112   | Luxembourg-Rout Bréck – Pafendall ↔ Steinsel ↔ Mersch                     | Voyages Émile Weber                     |
| 113   | Ettelbruck ↔ Diekirch ↔ Reisdorf (Nordstadbus)                            | Voyages Émile Weber                     |
| 114   | Ettelbruck ↔ Diekirch ↔ Moestroff (Nordstadbus)                           | Voyages Émile Weber                     |
| 115   | Ettelbruck ↔ Warken ↔ Colmar-Berg ZI (Nordstadbus)                        | Voyages Émile Weber                     |
| 116   | Moestroff ↔ Gilsdorf ↔ Ettelbruck (Nordstadbus)                           | Voyages Émile Weber                     |
| 117   | Ettelbruck ↔ Diekirch (Nordstadbus)                                       | Voyages Émile Weber                     |
| 118   | Ettelbruck ↔ Schieren ↔ Colmar-Berg (Nordstadbus)                         | Voyages Émile Weber                     |
| 119   | Mersch ↔ Bissen ↔ Ettelbruck - Centre militaire                           | Voyages Émile Weber                     |
| 120   | Wiltz ↔ Bavigne ↔ Redange                                                 | Sales-Lentz Autocars                    |
| 121   | Wiltz ↔ Boulaide ↔ Redange                                                | Sales-Lentz Autocars                    |
| 130   | Ettelbruck ↔ Wiltz ↔ Bastogne (Belgique)                                  | Sales-Lentz Autocars                    |
| 131   | Ettelbruck ↔ Arsdorf                                                      | Sales-Lentz Autocars                    |
| 132   | Ettelbruck ↔ Kuborn                                                       | Sales-Lentz Autocars                    |
| 133   | Ettelbruck ↔ Esch-sur-Sûre                                                | Sales-Lentz Autocars                    |
| 134   | Ettelbruck ↔ Bourscheid ↔ Heiderscheid                                    | Sales-Lentz Autocars                    |
| 135   | Ettelbruck ↔ Michelau                                                     | Sales-Lentz Autocars                    |
| 136   | Ettelbruck ↔ Consthum                                                     | Sales-Lentz Autocars                    |
| 137   | Ettelbruck ↔ Diekirch ↔ Hosingen                                          | Voyages Émile Weber / Autocars Meyers   |
| 138   | Diekirch ↔ Brandenbourg ↔ Parc Hosingen                                   | Voyages Émile Weber / Autocars Meyers   |
| 139   | Diekirch ↔ Hoesdorf ↔ Bigelbach                                           | Voyages Émile Weber                     |
| 140   | Wiltz ↔ Wincrange ↔ Troisvierges                                          | Sales-Lentz Autocars / Autobus Stephany |
| 141   | Wiltz ↔ Harlange ↔ Haut-Martelange                                        | Sales-Lentz Autocars                    |
| 142   | Wiltz ↔ Oberwampach                                                       | Sales-Lentz Autocars                    |
| 143   | Wiltz ↔ Drauffelt ↔ Dorscheid                                             | Voyages Émile Weber                     |
| 144   | Wiltz ↔ Wilwerwiltz ↔ Parc Hosingen                                       | Voyages Émile Weber                     |
| 145   | Wiltz ↔ Merkholtz ↔ Wilwerwiltz                                           | Voyages Émile Weber                     |
| 146   | Wiltz ↔ Goesdorf ↔ Kautenbach                                             | Voyages Émile Weber                     |
| 147   | Wiltz ↔ Nocher ↔ Goebelsmuhle                                             | Voyages Émile Weber / Autocars Meyers   |
| 148   | Wiltz ↔ Bavigne                                                           | Voyages Émile Weber / Autocars Meyers   |
| 151   | Wincrange ↔ Niederwampach                                                 | Sales-Lentz Autocars / Autobus Stephany |
| 152   | Hosingen ↔ Marnach                                                        | Voyages Émile Weber / Autocars Meyers   |
| 153   | Hosingen ↔ Holzthum ↔ Kautenbach                                          | Voyages Émile Weber                     |
| 154   | Marnach ↔ Dorscheid ↔ Wilwerwiltz                                         | Voyages Émile Weber / Autocars Meyers   |
| 155   | (Navette Stauséi) Esch-sur-Sûre ↔ Lultzhausen ↔ Insenborn ↔ Esch-sur-Sûre | Voyages Émile Weber                     |
| 157   | (Navette Stauséi) Esch-sur-Sûre ↔ Liefrange ↔ Bavigne ↔ Esch-sur-Sûre     | Voyages Émile Weber                     |
| 160   | Wiltz ↔ Knaphoscheid ↔ Clervaux                                           | Sales-Lentz Autocars                    |
| 161   | Marnach ↔ Wincrange ↔ Bastogne (Belgique)                                 | Sales-Lentz Autocars                    |
| 162   | Clervaux ↔ Rumlange ↔ Troisvierges                                        | Sales-Lentz Autocars / Autobus Stephany |
| 163   | Clervaux ↔ Hupperdange ↔ Lieler                                           | Sales-Lentz Autocars / Autobus Stephany |
| 164   | Lieler ↔ Kalborn ↔ Heinerscheid                                           | Sales-Lentz Autocars                    |
| 165   | Clervaux ↔ Wincrange                                                      | Sales-Lentz Autocars                    |
| 170   | Ettelbruck ↔ Diekirch ↔ Huldange - Schmëdd                                | Voyages Émile Weber                     |
| 171   | Troisvierges ↔ Hautbellain ↔ Huldange                                     | Sales-Lentz Autocars                    |
| 172   | Troisvierges ↔ Wilwerdange ↔ Huldange                                     | Sales-Lentz Autocars                    |
| 173   | Troisvierges ↔ Saint-Vith (Belgique)                                      | Sales-Lentz Autocars / Autobus Stephany |
| 174   | Troisvierges ↔ Heinerscheid ↔ Hosingen (↔ Ettelbruck)                     | Sales-Lentz Autocars                    |
| 175   | Troisvierges ↔ Weiswampach ↔ Leithum                                      | Sales-Lentz Autocars                    |
| 176   | Troisvierges ↔ Troine-Route                                               | Sales-Lentz Autocars                    |
| 180   | Ettelbruck ↔ Fouhren ↔ Bitbourg (Allemagne)                               | Voyages Émile Weber                     |
| 181   | Ettelbruck ↔ Vianden ↔ Obereisenbach                                      | Voyages Émile Weber / Autocars Meyers   |
| 182   | Clervaux ↔ Hosingen ↔ Vianden                                             | Voyages Émile Weber / Autocars Meyers   |
| 188   | Ettelbruck ↔ Brandenbourg ↔ Putscheid                                     | Voyages Émile Weber / Autocars Meyers   |
| 189   | Vianden ↔ Scheuerhof                                                      | Voyages Émile Weber                     |
| 190   | Ettelbruck ↔ Diekirch ↔ Echternach                                        | CFL                                     |
| 191   | Ettelbruck ↔ Diekirch ↔ Beaufort ↔ Echternach                             | CFL                                     |

### 200-299
| Ligne | Trajet                                                   | Transporteurs,                                             |
| ----- | -------------------------------------------------------- | ---------------------------------------------------------- |
| 201   | Luxembourg-Theater ↔ Echternach                          | CFL                                                        |
| 211   | Luxembourg-Theater ↔ Consdorf ↔ Echternach               | CFL                                                        |
| 212   | Luxembourg-Luxexpo ↔ Ernster ↔ Echternach                | CFL                                                        |
| 221   | Luxembourg-Rout Bréck – Pafendall ↔ Junglinster          | CFL                                                        |
| 222   | Luxembourg-Luxexpo ↔ Junglinster ↔ Beaufort              | Voyages Émile Weber / CFL (sous-traitance)                 |
| 223   | Luxembourg-Lycée Bouneweg ↔ Hostert ↔ Junglinster        | CFL                                                        |
| 231   | Mersch ↔ Cruchten ↔ Beaufort                             | Voyages Josy Clement / (Sales-Lentz Autocars)              |
| 232   | Mersch ↔ Nommern ↔ Haller                                | Voyages Josy Clement / (Sales-Lentz Autocars)              |
| 233   | Mersch ↔ Larochette ↔ Stegen                             | Voyages Josy Clement / (Sales-Lentz Autocars)              |
| 234   | Mersch ↔ Heffingen                                       | Voyages Josy Clement / (Sales-Lentz Autocars)              |
| 235   | Lorentzweiler ↔ Eisenborn                                | Voyages Émile Weber                                        |
| 241   | Diekirch ↔ Medernach ↔ Freckeisen                        | Voyages Émile Weber                                        |
| 242   | Junglinster ↔ Breidweiler ↔ Christnach                   | Voyages Émile Weber / Autocars Erny Wewer (sous-traitance) |
| 243   | Grevenmacher ↔ Breinert ↔ Junglinster                    | Voyages Émile Weber                                        |
| 244   | Grevenmacher ↔ Brouch ↔ Junglinster                      | Voyages Émile Weber                                        |
| 250   | Ettelbruck ↔ Junglinster                                 | Voyages Josy Clement /( Sales-Lentz Autocars)              |
| 261   | Junglinster ↔ Bech ↔ Echternach                          | CFL                                                        |
| 262   | Echternach ↔ Consdorf ↔ Larochette                       | Voyages Émile Weber                                        |
| 271   | Grevenmacher ↔ Wasserbillig ↔ Echternach                 | CFL                                                        |
| 272   | Echternach ↔ Rosport-Mompach ↔ Wasserbillig-Gare         | Voyages Émile Weber                                        |
| 273   | Grevenmacher ↔ Manternach ↔ Echternach                   | Voyages Émile Weber                                        |
| 274   | Grevenmacher ↔ Wecker ↔ Echternach                       | Voyages Émile Weber                                        |
| 291   | Diekirch ↔ Roodt-sur-Syre (Zone industrielle) ↔ Diekirch |                                                            |
| 292   | Reisdorf ↔ Steinsel - Zone industrielle                  |                                                            |

### 300-399
| Ligne | Trajet                                                                                        | Transporteurs,                                               |
| ----- | --------------------------------------------------------------------------------------------- | ------------------------------------------------------------ |
| 301   | Luxembourg-Luxexpo ↔ Longuich (Allemagne) ↔ Schweich (Allemagne)                              | Voyages Émile Weber                                          |
| 302   | Howald-Pôle d'échanges ↔ Findel ↔ Mesenich (Allemagne) ↔ Trèves (Allemagne)                   | Voyages Émile Weber                                          |
| 303   | Luxembourg-Luxexpo ↔ Trèves (Allemagne)                                                       | Voyages Émile Weber                                          |
| 304   | Luxembourg-Luxexpo ↔ Wasserbillig Mesenich-frontière                                          | Voyages Émile Weber                                          |
| 305   | Luxembourg-Luxexpo ↔ Sarrebourg (Allemagne)                                                   | Voyages Émile Weber                                          |
| 306   | Esch-Belval ↔ Cloche d'Or ↔ Trèves (Allemagne)                                                | Voyages Émile Weber                                          |
| 309   | Luxembourg-Luxexpo ↔ Grevenmacher                                                             | Voyages Émile Weber                                          |
| 311   | Luxembourg-Luxexpo ↔ Grevenmacher ↔ Machtum                                                   | Voyages Émile Weber                                          |
| 321   | Luxembourg-Luxexpo ↔ Oberanven                                                                | Voyages Émile Weber                                          |
| 322   | Wecker ↔ Luxembourg-Luxexpo                                                                   | Voyages Émile Weber                                          |
| 323   | Luxembourg-Luxexpo ↔ Canach                                                                   | Voyages Émile Weber                                          |
| 324   | Luxembourg-Luxexpo ↔ Oetrange ↔ Moutfort ↔ Sandweiler                                         | Voyages Émile Weber                                          |
| 325   | Luxembourg-Luxexpo ← Schuttrange ← Luxembourg-Luxexpo (dans l'autre sens, sous le numéro 327) | Voyages Émile Weber                                          |
| 326   | Grevenmacher ↔ Flaxweiler ↔ Luxembourg-Luxexpo                                                | Voyages Émile Weber                                          |
| 327   | Luxembourg-Luxexpo → Schuttrange → Luxembourg-Luxexpo (dans l'autre sens, sous le numéro 325) | Voyages Émile Weber                                          |
| 331   | Grevenmacher ↔ Konz (Allemagne)                                                               | Voyages Émile Weber                                          |
| 332   | Grevenmacher ↔ Nittel (Allemagne)                                                             | Voyages Émile Weber                                          |
| 333   | Grevenmacher ↔ Mertert ↔ Wasserbillig                                                         | Voyages Émile Weber / Autocars Erny Wewer (sous-traitance)   |
| 341   | Grevenmacher ↔ Remich                                                                         | Voyages Émile Weber                                          |
| 342   | Grevenmacher ↔ Lenningen ↔ Remich                                                             | Voyages Émile Weber                                          |
| 350   | Grevenmacher ↔ Junglinster                                                                    | Voyages Émile Weber / Autocars Erny Wewer (sous-traitance)   |
| 361   | Schuttrange ↔ Findel ↔ Cargo Center                                                           | Voyages Émile Weber / Autocars Emile Frisch (sous-traitance) |
| 362   | Ehnen ↔ Wormeldange - Haut                                                                    | Voyages Émile Weber                                          |
| 363   | Luxembourg-Luxexpo ↔ Luxembourg American Cemetery and Memorial                                |                                                              |

### 400-499
| Ligne | Trajet                                                                                           | Transporteurs,                                            |
| ----- | ------------------------------------------------------------------------------------------------ | --------------------------------------------------------- |
| 401   | Luxembourg-Luxexpo ↔ Losheim am See (Allemagne)                                                  | Voyages Émile Weber                                       |
| 402   | Luxembourg-Gare-Rocade ↔ Perl (Allemagne)                                                        | Voyages Émile Weber                                       |
| 403   | Luxembourg-Luxexpo ↔ Orscholz (Allemagne) ↔ Merzig (Allemagne)                                   | Voyages Émile Weber                                       |
| 404   | Leudelange ↔ Merzig (Allemagne)                                                                  | Voyages Émile Weber                                       |
| 405   | Luxembourg-Luxexpo ↔ Sarrelouis (Allemagne)                                                      | Voyages Émile Weber                                       |
| 406   | Remich ↔ Moutfort ↔ Luxembourg-Luxexpo                                                           | Voyages Émile Weber                                       |
| 407   | Luxembourg-Luxexpo ↔ Merzig (Allemagne)                                                          | Voyages Émile Weber                                       |
| 411   | Luxembourg-Lycée Bouneweg ↔ Stadtbredimus ↔ Remich                                               | Voyages Émile Weber                                       |
| 412   | Luxembourg-Gare-Rocade ↔ Mondorf-les-Bains ↔ Erpeldange ↔ Remich                                 | Voyages Émile Weber / Voyages Vandivinit                  |
| 413   | Luxembourg-Gare centrale ↔ Mondorf-les-Bains ↔ Remich                                            | Voyages Émile Weber / Voyages Vandivinit (sous-traitance) |
| 414   | Luxembourg-Gare centrale ↔ Frisange P+R                                                          | Voyages Émile Weber / Voyages Vandivinit                  |
| 421   | Luxembourg-Lycée Bouneweg ↔ Ahn                                                                  | Voyages Émile Weber                                       |
| 422   | Luxembourg-Lycée Bouneweg ↔ Medingen                                                             | Voyages Émile Weber                                       |
| 423   | Luxembourg-Gare-Rocade ↔ Dalheim ↔ Welfrange                                                     | Voyages Émile Weber / Voyages Vandivinit                  |
| 424   | Luxembourg-Gare centrale ↔ Hassel ↔ Bous                                                         | Voyages Émile Weber                                       |
| 430   | Luxembourg-Luxexpo ↔ Luxembourg American Cemetery and Memorial                                   | Voyages Émile Weber                                       |
| 431   | Mondorf-les-Bains ↔ Dalheim ↔ Remich                                                             | Voyages Émile Weber / Voyages Vandivinit                  |
| 432   | Emerange ↔ Remerschen ↔ Remich                                                                   | Voyages Émile Weber                                       |
| 455   | Luxembourg-Luxexpo ↔ Itzig ↔ Leudelange                                                          | Voyages Émile Weber                                       |
| 456   | Luxembourg-Luxexpo ↔ Contern ↔ Leudelange                                                        | Voyages Émile Weber                                       |
| 461   | Luxembourg-Lycée Bouneweg ↔ Luxembourg-Gare-Rocade ↔ Itzig ↔ Hesperange ↔ Howald-Pôle d'échanges | Voyages Émile Weber                                       |
| 491   | Sandweiler - Gare ↔ Contern - Zone industrielle                                                  | Voyages Émile Weber                                       |

### 500-599
| Ligne | Trajet | Transporteurs,                           |
| ----- | --- | ---------------------------------------- |
| 501   | Luxembourg-Luxexpo ↔ Contern - Zone industrielle ↔ Mondorf-les-Bains ↔ Cattenom (France) ↔ Thionville (France) | Voyages Émile Weber                      |
| 502   | Luxembourg-Luxexpo ↔ Hettange-Grande (France) ↔ Yutz (France)                                                  | Voyages Émile Weber / Voyages Vandivinit |
| 503   | Luxembourg-Kirchberg ↔ Thionville (France)                                                                     | Voyages Émile Weber / Voyages Vandivinit |
| 504   | Leudelange - Zone industrielle ↔ Gasperich ↔ Thionville (France)                                               | Voyages Émile Weber / Voyages Vandivinit |
| 505   | Luxembourg-Kirchberg ↔ Hayange (France)                                                                        | Voyages Émile Weber / Voyages Vandivinit |
| 506   | Luxembourg-Gare centrale ↔ Metzange P&R (France)                                                               | Voyages Émile Weber / Voyages Vandivinit |
| 507   | Luxembourg-Luxexpo ↔ Dudelange ↔ Volmerange-les-Mines (France)                                                 | Voyages Émile Weber                      |
| 508   | Luxembourg-Gare-Rocade ↔ Rumelange ↔ Ottange (France)                                                          | Autocars Emile Frisch (sous-traitance)   |
| 511   | Luxembourg-Gare-Rocade ↔ Crauthem ↔ Bettembourg                                                                | Voyages Émile Weber                      |
| 512   | Luxembourg-Gare-Rocade ↔ Bivange ↔ Bettembourg                                                                 | Voyages Émile Weber                      |
| 513   | Luxembourg-Gare-Rocade ↔ Bettembourg                                                                           | Voyages Émile Weber                      |
| 550   | Bettembourg ↔ Mondorf-les-Bains ↔ Remich                                                                       | Voyages Émile Weber                      |
| 551   | Foetz ↔ Esch-Belval ↔ Metzange (France) ↔ Thionville (France)                                                  | Voyages Vandivinit (sous-traitance)      |
| 591   | Bettembourg ↔ EuroHub Sud                                                                                      | Voyages Émile Weber                      |
| 592   | Dudelange ↔ Perl (Allemagne) ↔ Mertzig (Allemagne)                                                             | Voyages Émile Weber                      |

### 600-699
| Ligne | Trajet                                                                        | Transporteurs,                                               |
| ----- | ----------------------------------------------------------------------------- | ------------------------------------------------------------ |
| 601   | Luxembourg-Monterey (Hamilius) ↔ Rumelange ↔ Ottange (France)                 | Voyages Émile Weber / Autocars Emile Frisch (sous-traitance) |
| 602   | Luxembourg-Gare centrale ↔ Esch-sur-Alzette ↔ Val de Briey (France)           | Voyages Émile Weber                                          |
| 603   | Luxembourg-Gare centrale ↔ Esch-sur-Alzette ↔ Piennes (France)                | Voyages Émile Weber                                          |
| 604   | Luxembourg-Monterey (Hamilius) ↔ Esch-sur-Alzette ↔ Cantebonne (France)       | Voyages Émile Weber                                          |
| 605   | Luxembourg-Monterey (Hamilius) ↔ Esch-sur-Alzette ↔ Villerupt (France)        | Voyages Émile Weber                                          |
| 606   | Luxembourg-Monterey (Hamilius) ↔ Differdange ↔ Hussigny-Godbrange (France)    | Sales-Lentz Autocars                                         |
| 607   | Luxembourg-Faïencerie/INL ↔ Soleuvre ↔ Oberkorn                               | Sales-Lentz Autocars                                         |
| 608   | Luxembourg-Faïencerie/INL ↔ Soleuvre ↔ Niederkorn                             | Sales-Lentz Autocars                                         |
| 609   | Luxembourg-Monterey (Hamilius) ↔ Rodange                                      | Sales-Lentz Autocars                                         |
| 611   | Luxembourg-Gare centrale ↔ Pontpierre ↔ Noertzange                            | Voyages Émile Weber                                          |
| 612   | Luxembourg-Gare centrale ↔ Pontpierre ↔ Schifflange                           | Voyages Émile Weber                                          |
| 621   | Howald-Pôle d'échanges ↔ Bettembourg                                          | Voyages Émile Weber                                          |
| 622   | Luxembourg-Gare centrale ↔ Soleuvre ↔ Sanem                                   | Sales-Lentz Autocars                                         |
| 623   | Luxembourg-Gare centrale ↔ Pissange ↔ Sanem                                   | Sales-Lentz Autocars                                         |
| 631   | Bettembourg ← Dudelange ← Bettembourg (dans l'autre sens, sous le numéro 633) | Voyages Émile Weber                                          |
| 632   | Bettembourg-Gare ↔ Abweiler ↔ Leudelange ZI                                   | Voyages Émile Weber                                          |
| 633   | Bettembourg → Dudelange → Bettembourg (dans l'autre sens, sous le numéro 631) | Voyages Émile Weber                                          |
| 641   | Bettembourg ↔ Esch-sur-Alzette                                                | Voyages Émile Weber                                          |
| 642   | Esch-sur-Alzette ↔ Rédange (France)                                           | Sales-Lentz Autocars                                         |
| 650   | Belvaux-Lycée Belval ↔ Bettembourg-Gare                                       | Voyages Émile Weber                                          |
| 655   | Alzingen ↔ Howald ↔ Leudelange ↔ Bertrange                                    | Sales-Lentz Autocars                                         |
| 691   | Niederkorn ↔ Dommeldange ↔ Steinsel - Zone industrielle                       |                                                              |

### 700-799
| Ligne | Trajet                                                                                              | Transporteurs,       |
| ----- | --------------------------------------------------------------------------------------------------- | -------------------- |
| 701   | Luxembourg-Monterey (Hamilius) ↔ Bascharage ↔ Oberkorn                                              | Sales-Lentz Autocars |
| 702   | Luxembourg-Monterey (Hamilius) ↔ Bascharage ↔ Rodange                                               | Sales-Lentz Autocars |
| 703   | Luxembourg-Monterey (Hamilius) ↔ Athus (Belgique) ↔ Aubange (Belgique) ↔ Mont-Saint-Martin (France) | Sales-Lentz Autocars |
| 711   | Luxembourg-Monterey (Hamilius) ↔ Dippach ↔ Bascharage ↔ Rodange                                     | Sales-Lentz Autocars |
| 731   | Rodange ↔ Longlaville (France) ↔ Herserange (France) ↔ Saulnes (France)                             | Sales-Lentz Autocars |
| 732   | Rodange ↔ Longwy (France) ↔ Saint-Charles (France)                                                  | Sales-Lentz Autocars |
| 741   | Kleinbettingen → Steinfort → Hagen → Kleinbettingen (dans l'autre sens, sous le numéro 742)         | Demy Schandeler      |
| 742   | Kleinbettingen ← Steinfort ← Hagen ← Kleinbettingen (dans l'autre sens, sous le numéro 741)         | Demy Schandeler      |
| 750   | Steinfort ↔ Belvaux                                                                                 | Demy Schandeler      |
| 755   | Capellen ↔ Reckange-sur-Mess ↔ Leudelange                                                           | Sales-Lentz Autocars |
| 791   | Rodange ↔ Dommeldange ↔ Steinsel - Zone industrielle                                                | Voyages Émile Weber  |
| 792   | Rodange ↔ Colmar-Berg - Usines ↔ Diekirch                                                           |                      |

### 800-899
| Ligne | Trajet                                                            | Transporteurs,                   |
| ----- | ----------------------------------------------------------------- | -------------------------------- |
| 801   | Howald-Pôle d'échanges ↔ Sélange (Belgique) ↔ Messancy (Belgique) | Demy Schandeler                  |
| 802   | Howald-Pôle d'échanges ↔ Luxembourg-Stäreplaz-Étoile ↔ Steinfort  | Demy Schandeler                  |
| 811   | Kirchberg-Rehazenter ↔ Luxembourg ↔ Steinfort                     | Demy Schandeler                  |
| 812   | Luxembourg-Rehazenter ↔ Eischen                                   | Demy Schandeler                  |
| 821   | Luxembourg-Stäreplaz-Étoile ↔ Clemency                            | Demy Schandeler                  |
| 822   | Luxembourg-Monterey (Hamilius) ↔ Septfontaines ↔ Tuntange         | Demy Schandeler                  |
| 823   | Luxembourg-Stäreplaz-Étoile ↔ Koerich ↔ Tuntange                  | Demy Schandeler                  |
| 824   | Luxembourg-Stäreplaz-Étoile ↔ Kehlen ↔ Mersch                     | Voyages Schmit / Demy Schandeler |
| 831   | Pétange ↔ Steinfort                                               | Demy Schandeler                  |
| 832   | Redange ↔ Steinfort ↔ Sterpenich (Belgique)                       | Demy Schandeler                  |
| 833   | Bour ↔ Septfontaines ↔ Steinfort ↔ Kleinbettingen-Gare            | Demy Schandeler                  |
| 850   | Findel-Aéroport ↔ Bridel ↔ Bertrange                              | Sales-Lentz Autocars             |

### 900-999
| Ligne | Trajet                                                                           | Transporteurs,                                  |
| ----- | -------------------------------------------------------------------------------- | ----------------------------------------------- |
| 901   | Luxembourg-Stäreplaz-Étoile ↔ Tuntange ↔ Haut-Martelange                         | Sales-Lentz Autocars                            |
| 902   | Luxembourg-Stäreplaz-Étoile ↔ Tuntange ↔ Rambrouch ↔ Bigonville                  | Sales-Lentz Autocars                            |
| 903   | Luxembourg-Stäreplaz-Étoile ↔ Bilsdorf                                           | Sales-Lentz Autocars                            |
| 904   | Luxembourg-Stäreplaz-Étoile ↔ Hobscheid ↔ Redange                                | Sales-Lentz Autocars                            |
| 911   | Luxembourg-Stäreplaz-Étoile ↔ Saeul ↔ Pratz ↔ Mertzig                            | Sales-Lentz Autocars                            |
| 921   | Luxembourg-Stäreplaz-Étoile ↔ Keispelt ↔ Mersch                                  | Demy Schandeler                                 |
| 931   | Mersch ↔ Ansembourg ↔ Septfontaines                                              | Sales-Lentz Autocars                            |
| 932   | Mersch ↔ Hollenfels ↔ Septfontaines                                              | Sales-Lentz Autocars                            |
| 933   | Mersch ↔ Saeul ↔ Oberpallen                                                      | Sales-Lentz Autocars                            |
| 934   | Mersch ↔ Redange                                                                 | Sales-Lentz Autocars                            |
| 935   | Ettelbruck ↔ Mertzig ↔ Rambrouch                                                 | Voyages Koob / Voyages Schmit / Demy Schandeler |
| 936   | Mersch ↔ Michelbouch                                                             | Sales-Lentz Autocars                            |
| 937   | Mersch ↔ Vichten ↔ Pratz                                                         | Sales-Lentz Autocars                            |
| 941   | Ettelbruck ↔ Boevange ↔ Tuntange                                                 | Voyages Koob / Voyages Schmit / Demy Schandeler |
| 942   | Ettelbruck ↔ Vichten ↔ Oberpallen                                                | Voyages Koob / Voyages Schmit / Demy Schandeler |
| 950   | Ettelbruck ↔ Bettborn ↔ Arlon (Belgique)                                         | Voyages Koob / Voyages Schmit / Demy Schandeler |
| 961   | Redange ← Rambrouch ← Bettborn ← Redange (dans l'autre sens, sous le numéro 962) | Voyages Émile Weber                             |
| 962   | Redange → Bettborn → Rambrouch → Redange (dans l'autre sens, sous le numéro 961) | Voyages Émile Weber                             |
| 991   | Arlon (Belgique) ↔ Biekerech ↔ Colmar-Berg - Usines                              |                                                 |
| 992   | Bastogne (Belgique) ↔ Colmar-Berg - Usines                                       |                                                 |

### Lignes scolaires
Les lignes scolaires RGTR sont réservées aux élèves des établissement du secondaire concernées, elles sont regroupées ci-dessous de façon synthétisées en fonction des établissements dont elles assurent la desserte.
Liste en vigueur au 7 mars 2025.
| Établissements | Lignes                           | Exploitants                         |
| --- | -------------------------------- | ----------------------------------- |
| Atert-Lycée (lb) | M01 à M18                        | —                                   |
| Campus Geesseknäppchen | D01 à D17                        | plusieurs, dont Voyages Vandivinit  |
| Lycée Edward Steichen (lb) | A01 à A21, RE2 à RE6, RE9        | —                                   |
| École européenne II (en) | EE1 à EE8                        | —                                   |
| Écoles belges | F01 à F04, S01 à S03, U01 et U02 | plusieurs, dont Voyages Émile Weber |
| École internationale Gaston Thorn | CE1 à CE2, D01 à D40             | plusieurs, dont Voyages Vandivinit  |
| École internationale Mersch Anne Beffort                                                                                                   | MH1 à MH4                        | —                                   |
| Lycée technique hôtelier Alexis-Heck (lb) Nordstad-Lycée (lb)                                                                              | K01 à K48                        | —                                   |
| École privée Sainte-Anne | K03 à K48                        | —                                   |
| École internationale Mondorf-les-Bains | R01 à R07                        | plusieurs, dont Voyages Vandivinit  |
| Lënster Lycée (lb) | C01 à C20                        | —                                   |
| Lycées d'Esch-sur-Alzette | N01 à N08                        | —                                   |
| Lycée classique de Diekirch (lb) Lycée technique agricole (lb) Lycée technique d'Ettelbruck (lb)                                           | K01 à K48                        | —                                   |
| Lycée classique d'Echternach (lb) Maacher Lycée (lb)                                                                                       | B01 à B26                        | plusieurs, dont Voyages Vandivinit  |
| Lycée des arts et métiers (lb) Lycée Michel-Lucius (lb) Lycée Robert-Schuman (lb) Lycée de garçons de Luxembourg Lycée technique du Centre | E01 à E37                        | plusieurs, dont Voyages Vandivinit  |
| Lycée du Nord (lb) | P01 à P22                        | —                                   |
| Lycée Ermesinde (lb) | H01 à H11, MH1 à MH4             | —                                   |
| Lycée Josy-Barthel Mamer (lb) | G01 à G12                        | —                                   |
| Lycée technique pour professions de santé (lb)                                                                                             | W01                              | —                                   |
| Lycée technique pour professions éducatives et sociales (lb)                                                                               | H01 à H10                        | —                                   |
| Schengen-Lyzeum (lb) | L01 à L07                        | plusieurs, dont Voyages Vandivinit  |
| Sportlycée (lb) | V01                              | —                                   |